# 諾瓦塔縣
諾瓦塔縣（英語：Nowata County）是美国奧克拉荷馬州東北部的一個郡，北鄰堪薩斯州，面積1,504平方公里。根據2020年美國人口普查，本縣共有人口9,320人。縣治為諾瓦塔。

## 歷史

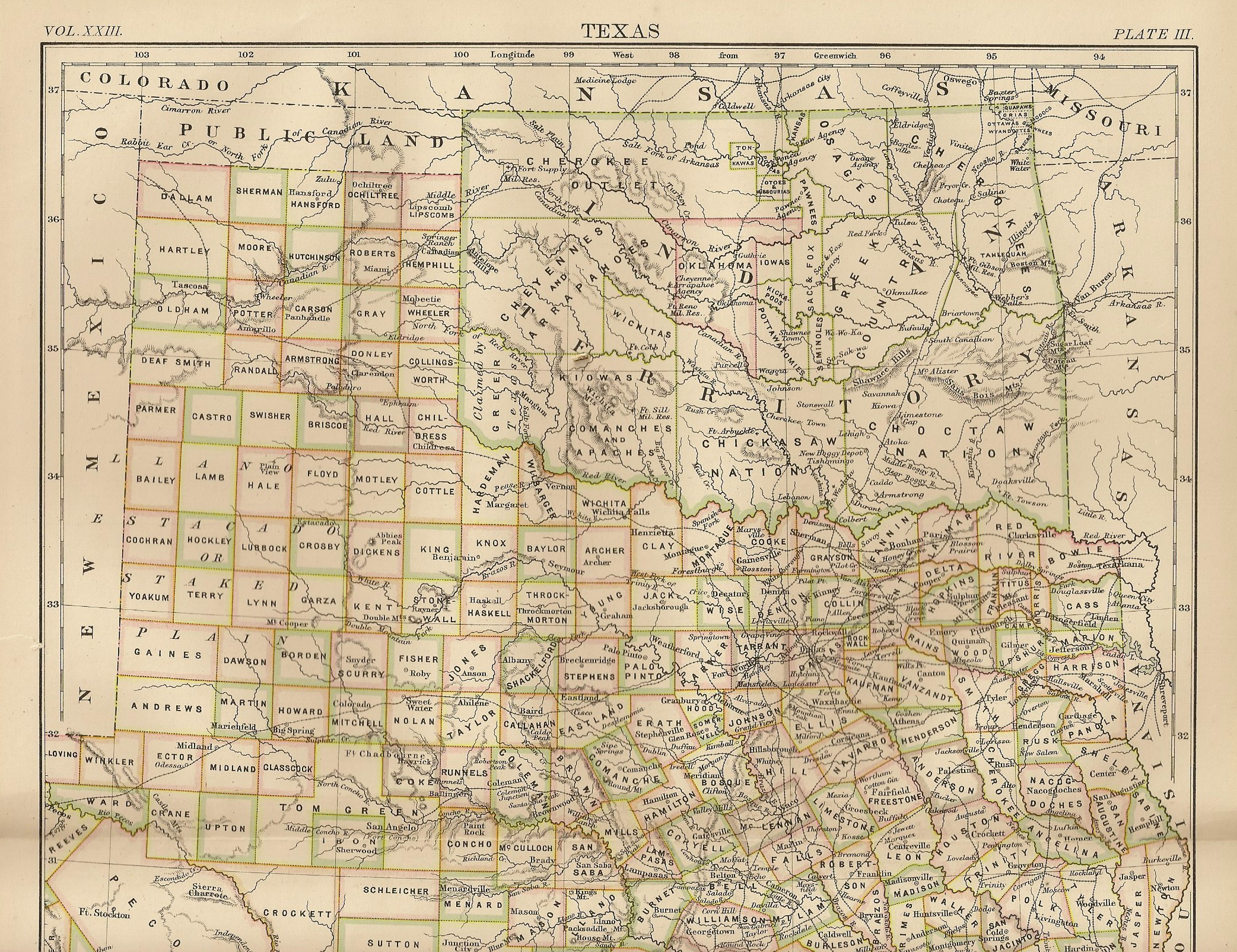
大英百科全書於1889年印刷的印第安領地地圖第9版

幾千年來，諾瓦塔縣一帶都是印第安人的家園。《奧克拉荷馬州歷史和文化百科全書》（Encyclopedia of Oklahoma History and Culture）指出考古證據表明，人類在這一帶的首個定居點為弗迪格里斯河山谷，而這些人類是在6000年前遷入的。在17世紀，白人首次到達這一帶時發現這裡已被歐塞奇族和誇保族佔據。於1803年路易斯安那購地後，諾瓦塔縣一帶正式被納入歐塞奇族的領地中。1819年，阿肯色领地正式組織完成。1828年，聯邦政府與切羅基國的協議令到諾瓦塔縣一帶被納入切諾基國。於1867年，切諾基國與德拉瓦人達成協議，讓特拉華人能夠遷居本縣一帶。
本縣於1890年成立，縣名來自縣治名。而縣治名在德拉瓦語有「歡迎」的意思。

## 地理

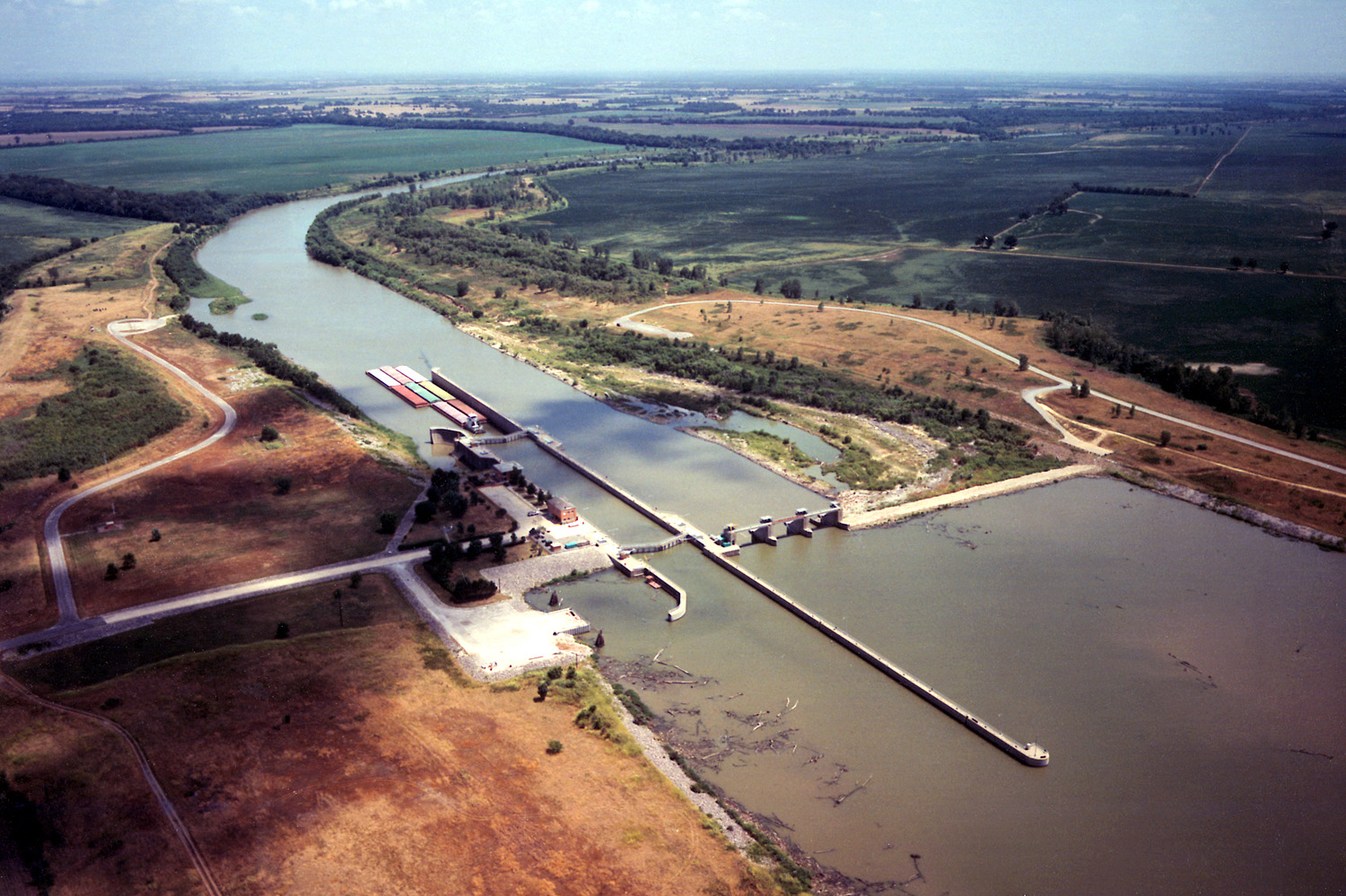
弗迪格里斯河

根據2000年人口普查，克雷格縣的總面積為581平方英里（1,500平方），其中有565平方英里（1,460平方），即97.26%為陸地；16平方英里（41平方），即2.74%為水域。弗迪格里斯河將本縣分成東西兩部份。

### 主要公路
- 60号美国国道
- 169號美國國道（英语：U.S. Route 169）
- 10號奧克拉荷馬州州道（英语：Oklahoma State Highway 10）
- 28號奧克拉荷馬州州道（英语：Oklahoma State Highway 28）

### 毗鄰縣
- 奧克拉荷馬州 克雷格縣：東方
- 奧克拉荷馬州 羅傑斯縣：南方
- 奧克拉荷馬州 華盛頓縣：西方
- 堪薩斯州 蒙哥馬利縣：北方
- 堪薩斯州 拉貝特縣：東北方

## 人口
| 调查年                                | 人口   | 备注 | %±     |
| ------------------------------------- | ------ | ---- | ------ |
| 1910                                  | 14,223 |      | —      |
| 1920                                  | 15,899 |      | 11.8%  |
| 1930                                  | 13,611 |      | −14.4% |
| 1940                                  | 15,774 |      | 15.9%  |
| 1950                                  | 12,734 |      | −19.3% |
| 1960                                  | 10,848 |      | −14.8% |
| 1970                                  | 9,773  |      | −9.9%  |
| 1980                                  | 11,486 |      | 17.5%  |
| 1990                                  | 9,992  |      | −13.0% |
| 2000                                  | 10,569 |      | 5.8%   |
| 2010                                  | 10,536 |      | −0.3%  |
| 2012年估计                            | 10,611 |      | 0.7%   |
| 美國十年一度的人口普查 2012年人口估計 |        |      |        |

根據2000年人口普查，諾瓦塔縣擁有10,569居民、4,147住戶和2,989家庭。其人口密度為每平方英里19居民（每平方公里7居民）。本縣擁有6,459間房屋单位，其密度為每平方英里8間（每平方公里3間）。而人口是由72.43%白人、2.46%非裔、16.56%原住民、0.12%亞裔、0.26%其他種族和8.17%混血构成。而西裔或拉美裔佔了人口1.23%。
在4,147住户中，有31.8%擁有一個或以上的兒童（18歲以下）、58.8%為夫妻、9.8%為單親家庭、27.9%為非家庭、25.5%為獨居、13.3%住戶有同居長者。平均每戶有2.5人，而平均每個家庭則有2.97人。在10,569居民中，有26.1%為18歲以下、7.6%為18至24歲、25.3%為25至44歲、23.7%為45至64歲以及17.3%為65歲以上。人口的年齡中位數為39歲，女子對男子的性別比為100：96.7。成年人的性別比則為100：93.2。
本縣的住戶收入中位數為$29,470，而家庭收入中位數則為$36,354。男性的收入中位數為$27,047，而女性的收入中位數則為$19,371，人均收入為$14,244。約9%家庭和14.1%人口在貧窮線以下，包括18%兒童（18歲以下）及11.3%長者（65歲以上）。